# Ясшаг

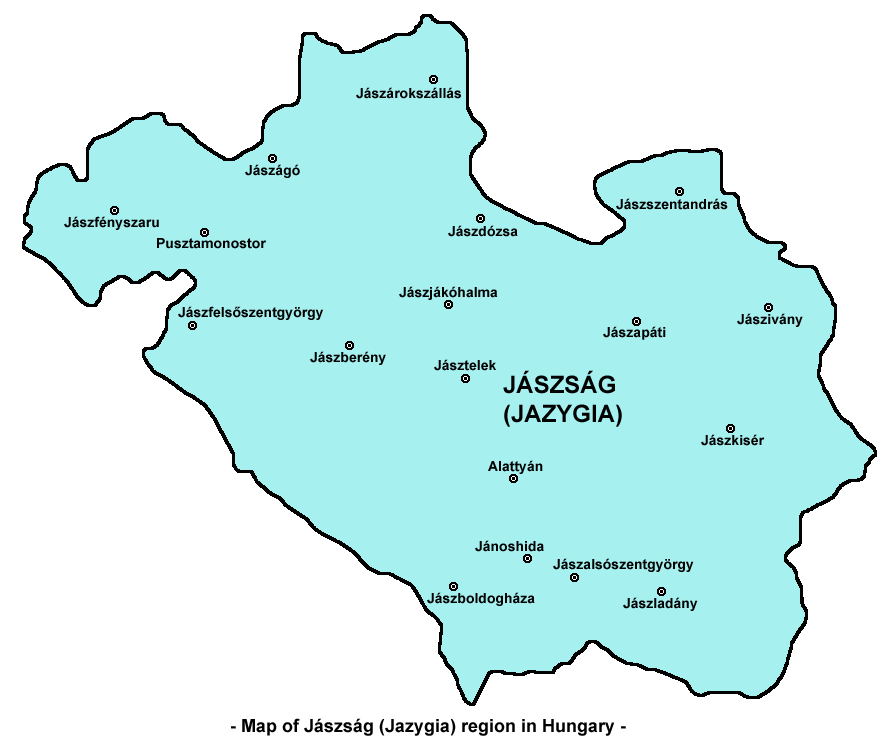
Ясшаг

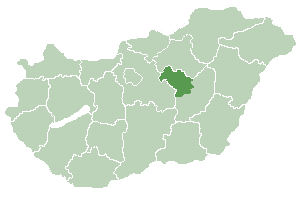
Географічне місце Ясшаг на карті Угорщини

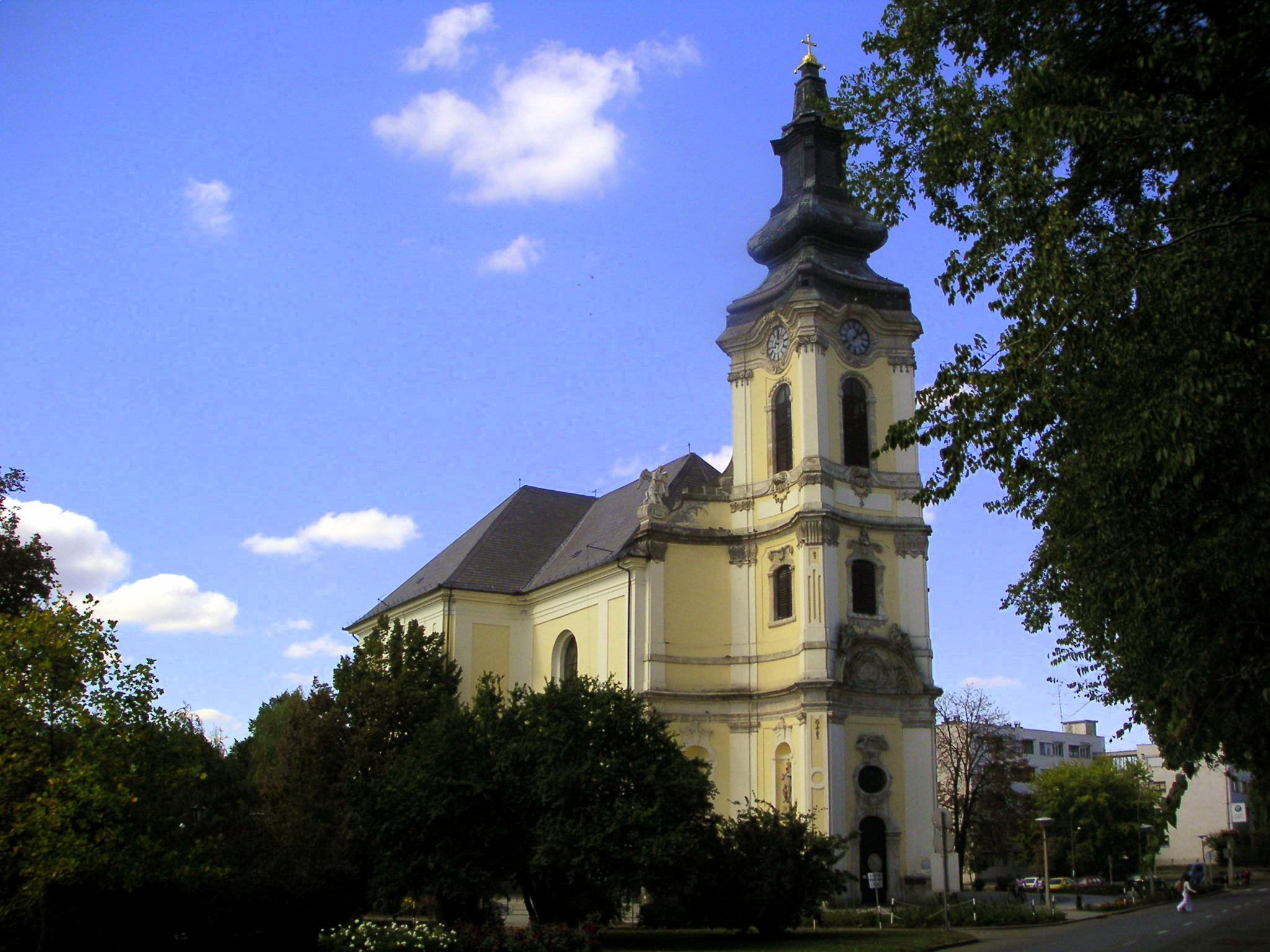
Церква в місті Ясберень

Ясшаг або Язигія (угор. Jászság) — історична область в центральній частині Середньодунайської рівнини, в межиріччі Тиси та Задьви. Свою назву область отримала від племені ясів, народу аланського походження, який оселився тут на початку XIII століття та залишив по собі розгалуджений вплив на регіональну топонімію, а пізніше асимільованого угорцями. У наш час територія Ясшага входить до складу медьє Яс-Надькун-Сольнок, Угорської республіки.
Друга назва області Ясшаг — Язигія, що виникла ще в середні століття внаслідок ототожнення ясів з античними язигами, народом сарматського походження, що розоряли території Римської імперії в перших століттях нашої ери. У давньоруських літописах ототожнювали ясів та язигів, через що називали Ясшаг — Язигія.

## Географія
Ясшаг лежить в західній частині Північного Великого Альфельда, медьє Яс-Надькун-Сольнок. Орієнтовна площа області — близько 1 100 кв.км. Ландшафт має вигляд рівнини Альфельда, яку прорізають кілька річок: Тиса на сході, Задьва на заході та Тарна в центрі. Клімат більш посушливий, ніж в інших регіонах Середньодунайської рівнини, однак сприятливий для розвитку тваринництва. Історичний центр Ясшаг — місто Ясберень. Серед інших населених пунктів виділяються міста Ясопати і Ясароксаллаш.

## Історія
У 1239 році король Угорщини Бела IV запросив для поселення на території центральної частини Великого Альфельда племена ясів та половців на чолі з ханом Котяном. Ці народи, що кочували по степах Північного Причорномор'я, зазнали низку поразок від наступаючих зі сходу татаро-монголів і були змушені відступити до Карпат. В Угорському королівстві до цього часу процеси феодалізації привели до розпаду традиційних соціальних відносин, різкого посилення магнатів та краху системи ополчень. Король був змушений шукати нові способи зміцнення держави та своєї влади та формувати нові збройні сили.
В умовах потенційного зростання монгольської небезпеки Бела IV вирішив залучити на свою сторону степові народи та створити на їх основі нову армію, здатну стримати монголів та водночас зміцнити владу короля. Половцям та ясам була надана земля в центральній частині Угорського королівства. Оскільки чисельність половців у багато разів перевершувала чисельність ясів, а половецька знать займала панівні позиції серед нових поселенців, ясів сучасники часто не розглядали як окремий народ: вперше назва «Яси» (лат. Jazon) зустрічається в грамоті Карла І Роберта в 1323 році, що закріпила автономію Ясшаг замість військової служби його населення.
Ясам була надана територія між річками Задьва і Тарна. Було дозволено зберегти свій родовий суспільний лад та користуватися власним правом. Територія Ясшаг була виключена у загальноугорські комітатські структури та користувалася особливим привілейованим статусом. Натомість яси зобов'язувалися надавати угорським королям військову підтримку в разі воєн. Однак, монгольське вторгнення 1242 року, не вдалося зупинити і землі Ясшаг були розорені. Роль половців та ясів в Угорській державі різко посилилася в період правління Ласло IV. Проте, під тиском магнатів та католицької церкви в 1280-х роках, вплив цих кочівних народностей на королівську владу було практично ліквідовано. Яси та половці були піддані насильницькій християнізації. Проте Ясшаг продовжував зберігати свої привілеї і особливий статус, що періодично підтверджувалося королями Угорщини протягом наступних століть.
Ясшаг став важливим центром скотарства, а також ремесел. На території своєї області яси заснували цілий ряд ремісничо-торгових містечок, назви яких зробили значний внесок у  місцеву топонімію і залишаються проявленими в назвах міст та сіл цього регіону дотепер. Поступово вони все більше втягувалися в угорське суспільство, приймаючи угорську мову та угорську суспільну систему. Однак, власні традиції, продовжували зберігатися, а яську мову населення продовжувало інтенсивно використовувати до XVI століття. Зберігався також і традиційний поділ яського суспільства на роди, що групуються навколо вождя — «капітана», чия резиденція знаходилася в місті Ясберень.
Турецькі завоювання XVI століття привели до запустіння земель центрального Альфельда та еміграції угорського населення на західні землі Угорського королівства. Ясшаг також потрапив під владу Османської імперії. Місцеве населення, що займалося в основному скотарством, скористалося знелюдненням регіону і поступово розселилося на прилеглі території до Тиси та Сольнока. Після звільнення Угорського королівства та встановлення влади Габсбургів регіон, номінально зберігаючи особливий статус, все більш включався в єдину систему влади в Угорському королівстві. Угорська мова повністю витіснила місцеве наріччя, але суспільна станова система ще була поширена на нащадків ясів. Проте Ясшаг зберігав залишки самобутності до 1876 року, коли його територія була включена до складу комітату Яс-Надькун-Сольнок.